# Chamara Weerasinghege
Weerasinghege Chamara Milinda Perera (ur. 14 lipca 1990) – lankijski zapaśnik walczący w stylu wolnym. Zajął 33. miejsce na mistrzostwach świata w 2015. Piąty na igrzyskach Wspólnoty Narodów w 2014. Dziesiąty na igrzyskach azjatyckich w 2014. Siedemnasty w mistrzostwach Azji w 2015. Srebrny medalista Igrzysk Azji Południowej w 2019 i brązowy w 2016 roku.